# Afgeleide ministeriële verantwoordelijkheid
Afgeleide ministeriële verantwoordelijkheid is een concept dat in het Nederlandse, maar niet in het Belgische, staatsrecht bestaat.
Naast de grondwettelijke ministeriële verantwoordelijkheid voor de onschendbaarheid van het staatshoofd volgens art. 42 lid 2 van de Grondwet (Gw), wordt de verantwoordelijkheid van de minister ook van toepassing geacht voor de andere leden van het Koninklijk Huis. Dit wordt wel een afgeleide ministeriële verantwoordelijkheid genoemd, omdat zij niet rechtstreeks uit de Grondwet voortvloeit. Criterium voor de afgeleide ministeriële verantwoordelijkheid is de beschikbaarheid voor verlening van bijstand bij de uitoefening van de Koninklijke functie, als een vorm van subrogatie. Het gedrag van leden van het Koninklijk Huis of de Koninklijke familie kunnen de staatsrechtelijke positie van het staatshoofd raken. Zo is de gedachte ontstaan dat voor dergelijk handelen ministeriële verantwoordelijkheid moet worden aangenomen. De verantwoordelijkheid wordt groter naarmate iemand dichter bij het staatshoofd staat. De echtgenoot, de vermoedelijke erfgenaam van de troon (de Prins van Oranje), en diens echtgenote vallen nadrukkelijk onder de afgeleide ministeriële verantwoordelijkheid, in principe voor al hun handelen. Voor de andere leden van het Koninklijk Huis is de reikwijdte van de ministeriële verantwoordelijkheid beperkter en geldt slechts voor zover hun optreden het openbaar belang raakt. Dit geldt in het bijzonder wanneer het gaat om bijstand bij de uitoefening van de functie van het staatshoofd. Voor andere leden van de Koninklijke familie (vanaf de 2e graad van verwantschap) geldt dat in eerste instantie geen verantwoordelijkheid wordt gedragen. De verantwoordelijkheid is wel van toepassing voor het indienen van een wetsvoorstel inzake toestemming voor hun huwelijk (art. 28 Gw) en bij mogelijke uitsluiting van erfopvolging (art. 29 Gw). 
Het gedrag van leden van de Koninklijke familie, meer in het bijzonder de leden van het Koninklijk Huis (zie art. 39 Gw) kunnen de positie van het staatshoofd raken. De afgeleide ministeriële verantwoordelijkheid is er zodoende ook voor bedoeld om de Koninklijke waardigheid te beschermen. Dit heeft niet kunnen voorkomen dat koningin Beatrix werd beschadigd tijdens de Margarita-affaire door een lid van de Koninklijke familie. 
De afgeleide ministeriële verantwoordelijkheid is volgens sommige auteurs moeilijk te verdedigen, omdat ministers, op wie deze zou rusten, geen bevoegdheden bezitten ten aanzien van de leden van het Koninklijk Huis. Verantwoordelijkheid gaat niet zonder bevoegdheid.
In België dekt volgens art. 88 van de Belgische Grondwet de ministeriële verantwoordelijkheid uitsluitend het handelen van het staatshoofd, derhalve niet van de kroonprins en evenmin van de Koninklijke familie.